# Nesoryzomys swarthi
Nesoryzomys swarthi é uma espécie de roedor da família Muridae.
Apenas pode ser encontrada no Equador.
Os seus habitats naturais são: matagal árido tropical ou subtropical.